# Montecchio Precalcino
Montecchio Precalcino (Montècio in veneto) è un comune italiano di 4 882 abitanti della provincia di Vicenza in Veneto.

## Geografia fisica
Il paese è caratterizzato dal fatto che al centro del suo territorio sorge el Monte de Montécio, una bassa collina con numerosi sentieri e scorci panoramici.
Il territorio è delimitato verso est dal torrente Astico, per secoli importante fonte di reddito per gli abitanti, che raccoglievano i sassi per fare la calce e per altri usi in edilizia, come anche la costruzione dei muri.
La collina è costituita da una colata di basalto nero e vari strati di vulcaniti di diversa fattura e colore, presenti anche sotto lo strato alluvionale in piano. È una effusione lavica di tipo isole Hawaii, fuoriuscita dalla frattura della crosta terrestre, che ha linea di faglia che scende dalla valle dell'Astico, oltre alla faglia della Pedemontana che la tagliava a 90° circa, oltre ad altre minori che intersecano il Montecchio.
Le ultime effusioni vulcaniche sono del periodo del finire dell'Oligocene e forse inizio del Miocene, cioè di circa 15 milioni di anni fa, quando l'area era ancora una distesa di barriera corallina, con vulcani attivi e spenti, retrobarriera e canali di marea, in una fascia climatica subtropicale.

## Storia

### Origine dei toponimi
Il toponimo compare sin dal 1261-63 nella forma Monticulus Precalcini. La prima parte riflette il latino monticulus "monticello" e si riferisce alla modesta altura alluvionale che domina il paese da ovest; la seconda sembra un composto di praedium ("podere, fondo") o pre ("prato") o da preara come parola tagliata e calcinus ("della calce") e rimanda alle ghiaie trasportate dal torrente Astico da cui si è ricavava la calce e le ciminiere dei grossi forni sono ancora lì a confermarlo al lato destro del ponte di Passo di Riva.
I nomi delle frazioni di Levà e di Preara ricordano le caratteristiche dei luoghi: una strada in leggera salita per Levà (da levata - elevata) e la cava di pietra di pietre a Preara (priara - cava di pietre), in questo caso presso l'Astico.

### Epoca antica
La presenza umana è testimoniata senza soluzione di continuità sin dall'epoca preistorica. Vari reperti risalgono paleolitico medio e al tardo neolitico, mentre altri rimandano all'epoca paleoveneta.
In epoca Venetkens tutto il territorio era una magna et obscura silva glandaria (cioè una foresta dove l'essenza legnosa maggiormente presente era la Quercia robur Farnia), come scrisse Tito Livio che era lo storico dell'imperatore, ma che proveniva da Padova, quindi buon conoscitore del suo territorio della X Regio Venetia et Histria. Solo i villaggi e le pertinenze erano campi e orti coltivati, che all'arrivo dei Romani si erano moltiplicati, con la presenza di molti villaggi e sentieri che li collegavano.
Essenzialmente la cultura dominante era di derivazione greca e molti prodotti trovati nelle tombe nella bassa pianura lo confermano, mentre più a nord la cultura era più rustica e legata ancora alla cultura celtica/kurgan/halstattiana con non presenza di re, ma di capi territorio/principi, tipici delle culture dei cacciatori nomadi delle steppe dell'Asia centrale, da dove provenivano. Si deve ricordare che la scrittura, come quella etrusca e retica era derivata dai coloni ed empori greci presenti lungo le coste, in particolare dei calcidesi, anche se molto prima dell'epoca della caduta di Troia (1204 a.C. circa) i navigatori e commercianti erano cretesi e minoici, come alcuni siti veneti hanno evidenziato, se non shardana, ma loro quasi non scendevano dalle loro navi. Dalla costa dove erano presenti i commercianti greci a Torcello, Adria, Spina e prima a Gazzo veronese e Frattesina di Rovigo, il flusso dei mercanti venetici si inoltrava per barche fra i fiumi, fino a dove erano navigabili, quindi quasi fino alla zona delle risorgive.
Al periodo romano risalgono le tracce di una centuriazione del I secolo a.C. se non prima, vista che la costruzione della consolare Postumia, è del 151 a.C. da parte del console Spurio Postumio Albino, su ordine del senato romano.
Le linee stradali e delle rogge a lato sono ben visibili in tutto il Veneto tramite le carte stradali, mappe IGM al 25.000, le mappe austriache militari di Anton von Zach del 1798-1805, oltre che da satellite.
La Via dell'Astacus (invenzione reale di un possibile nome) era lungo i fiumi e torrenti, e quindi è certo che a lato dell'Astacus ci fosse un sentiero, se non anche una carrareccia, almeno in 1 delle 2 rive, compreso l'alveo vetusco e senza acqua, denominabile Astacus Vetus.
La potenza del torrente Astico in periodo di alluvione era ed è molto alta, quindi il flusso acqueo verso Vicenza romana era molto pericoloso, provocando la sommersione di tutta la parte bassa della città, limitandone la percorrenza sulla Postumia. Gli ingegneri romani in aiuto ai magister acquarum, l'antenato del magistrato alle acque, imposero la costruzione di un Murazzo Romano per il blocco totale del flusso d'acqua nel tratto fra Sarcedo e il montecchio di Precalcino, con direzione Levà-Dueville est. La cava a nord di Levà mette in mostra la sezione dei ghiaioni trasportati, con un'inflessione più bassa nel punto di passaggio. Il murazzo è oggi visibile a nord-ovest rispetto al paese, in località Preara e studiato dall'università di Padova e pubblicato sui Quaderni di Archeologia del Veneto, è sito in linea parallela con il flusso dell'attuale Astico, che in epoca romana si chiamava sicuramente Astacus e in epoca medievale e rinascimento Astego, appena affiorante dal piano campagna.
L'idronimo non si capisce da cosa derivi, se da Lastego, come l'esistenza di un omonimo trevigiano per errata trascrizione, o da laste, nel senso di lastre di pietra, vedi Lastebasse, paese in passa il torrente, o derivi da altra parola.
Il corso del torrente in antico quindi era totalmente diverso da oggi, forse quello che fu nel post glaciazione, che oggi è dall'altra parte del Monteccio, cioè a est. A nord di Vicenza questo alveo è forse visibile per un piccolo tratto sotto all'ex aeroporto Dal Molin, per una sequenza di linee proprietarie e fossi relativi, che però furono quasi livellati da successive alluvioni del Timonchio.
Il più famoso Murazzo Veneziano, invece, fu costruito tra il 1507 e il 1532, e i particolari sono scritti nell'importante libro di Natalino Sottani, con il titolo: Antica idrografia vicentina. È oggi visibile con la sua imponenza a est del Monteccio, il cui punto finale a est finisce sulla sponda del torrente, proprio per regolamentare le acque e non farle andare in città, cioè per evitare di inondarla dell'Astigo terribile. Il corso che i vicentini vollero sbarrare era l'attuale Astichello, cioè il secondo corso naturale, che ancora a Dueville è ben ricordato come Via Astico Antico, proprio in centro paese, verso nord. Finiva dove finisce ancor oggi l'Astego minore dopo Ponte Pusterla e prima di Ponte degli Angeli, passando a est della strada consolare minore che oggi si chiama Marosticana e a ovest di Monticello Conte Otto. Il residuo del corso è la fossa idrografica dell'Astichello con l'idronimo laghetto che anticamente era chiamato Lacus Pusterlae ("Lago di Pusterla") per la sua parte finale in bocca alla piccola porta delle mura a nord.
Il torrente oggi sembra molto largo nel suo alveo sassoso, per meglio dire greto senz'acqua, ma quello stato di "grave" come il termine friulano di alveo sassoso e secco, ci dice che la enorme massa d'acqua che esce dalla valle in condizioni eccezionali, può arrivare anche a oltre 400 metri cubi al secondo.
Oggi a quasi metà murazzo, c'è la vecchia porta acquea murata sulla roggia chiamata Rozza delle Legne, in sostituzione del torrente, solo per la necessità de far passare in città la legna da foco e da capentieri. Durante le alluvioni la forza delle acque trasportava a valle imponenti quantità di detriti, facendo saltar l'acqua oltre il murazzo o sorpassandolo. Fu così che venne definitivamente chiusa anche la roggia con l'ultimo carico di legname nel 1650 circa, per ordine del Magistrato alle Acque e dei suoi Savi alle Acque, dopo le molte alluvioni succedutesi in quei secoli.
Anche nella più grande alluvione moderna del 1882, l'acqua riprese il suo vecchio corso per la pendenza esistente, aggirando a sud l'ostacolo, mentre per tener buone le acque terribili, si costruivano e ricostruivano delle roste di palificade et fasciame di rami bloccate da pietroni, detti pennelli, disposti in modo da tendere a deviare a est il flusso.
Sotto al Murazzo era presente comunque un murazzo di età medievale, che con l'innalzarsi del fondo ghiaioso, doveva seguire l'aumento a ogni alluvione, ma capitava il ritardo che era sempre disastroso. Varie sono le mappe e disegni che ricostruiscono quei flussi e pennelli e disastri annunciati.
Difficile è sapere quanto l'Astego fu deviato per la seconda volta dal corso dell'Astichello, se già in periodo romano dagli ingegneri latini, o solo nel Medioevo, attorno al 1100-1190, quando furono fatti scavare molti chilometri di canali, come il Tesina da Marola a Longare e prima il riscavo del Bisatto, ex Retrone della Riviera Berica.
L'immissione dell'Astico nel Tesina potrebbe essere anche romano, solo che nel dopo impero, il fiume corse di nuovo verso la città.
Del periodo tardo-imperiale è una piccola necropoli.

### Medioevo
A Montecchio, a un attento esame delle fonti storiche e come aveva intuito il Gaetano Maccà in Storia del Territorio Vicentino 1812-1813, le fortificazioni medioevali furono sicuramente due: la più antica e più importante fu il castello vescovile, che nei documenti viene spesso indicato come il castrum vetus.
Più recente e più isolata fu la bastìa, che sorgeva nel luogo ove è rimasto il relativo toponimo.
La Bastia da cui è derivata la parola bastione, cioè edificio deputato alla guardia del territorio sottostante; sostituisce la parola longobarda ward da cui il verbo veneto vardare e l'italiano "guardare" e i molti toponimi siti tutte sulle alture dell'est Italia: gard, ad esempio Garda, e Montegalda da monte varda.
La Bastia è il punto più alto del Montecchio, e oggi è un rustico, anteriormente con colonne di età seicentesca.
Per quanto riguarda la prima fortificazione, l'ipotesi più attendibile è che la sua origine risalga dopo dell'epoca delle invasioni degli Ungari nel 850, momento in cui si verificò l'incastellamento di molte chiese e palazzi maggiori, per difenderle dalle incursioni. In questi casi il diritto del vescovo sul castello era automatico, anche se non pieno, ed è probabile che anche a Montecchio Precalcino la giurisdizione vescovile abbia avuto una genesi di questo tipo. È quindi ragionevole supporre che il castello sorgesse nel centro abitato della villa, nei pressi dell'antica chiesa dei Santi Vito, Modesto e Crescenzia, forse nella località che i documenti del XIV secolo indicano col nome di contratta castellaris, cioè Contrà del Castello.
La dedica a questi santi è molto antica, quindi prima dell'anno mille, se non precedente, dell'VIII secolo, con un piccolo sacello, forse opera dei benedettini, vista la dedica a San Vito, mentre Modesto e Crescenzia erano martiri cristiani.
Giambattista Pagliarino scrive che Montecchio Precalcino, già chiamato Montedegno, ... è stato castello molto bene formato, opulento, fortissimo. Ciò risulta anche da altre fonti ed è quindi evidente che, dal presunto incastellamento iniziale della chiesa, si passò nei secoli XI e XII alla costruzione di nuove fortificazioni e di nuove adiacenze.
Numerose sono le investiture vescovili relative al castrum vetus, a partire da quella fatta nel 1164 dal vescovo di Vicenza Ariberto in favore dei nobili da Vivaro, che per tradizione esercitavano la carica di advocatus episcopi; essi ne furono investiti per tutto il XIII secolo e fino agli inizi del secolo successivo: un atto del vescovo Altegrado da Lendinara, in data 4 luglio 1306 concedeva, tra l'altro, ad Artusio da Vivaro l'investitura de castro monticuli precalcini. Poco più tardi, però, i Vivaro si schierarono contro i vescovi, dei quali incominciarono a usurpare i beni; risulta dai libri dei feudi che, per quanto riguarda Montecchio Precalcino, i vescovi persero a quel tempo anche il diritto di investitura. Ritenendo insanabile la controversia con i da Vivaro, il vescovo Temprarini tolse loro ogni diritto e investì de castro et villa Monticuli Precalcini un certo Balzanello Nievo, figlio di Siganfredo, col compito di ricuperare i beni usurpati alla mensa vescovile.
Nel frattempo, però, il castello non esisteva più, perché assalito e distrutto nel 1313 durante una delle tante e feroci incursioni fatte dai padovani dopo il passaggio di Vicenza in mano degli Scaligeri, avvenuto nel 1311.
Montecchio Precalcino non rimase senza fortificazioni per molto tempo, perché le particolarità del luogo e la sua grande importanza sotto il profilo strategico indussero presto gli Scaligeri a erigervi, intorno alla metà del Trecento, una nuova fortezza, detta "la bastìa" dal tipo allora in uso. Per oltre trent'anni essa fu un potente mezzo di offesa e di difesa durante le interminabili lotte tra gli Scaligeri e i Carraresi. Secondo Conforto da Costozza, nel 1386 la Bastìa era da poco restaurata quando i padovani, sotto la guida di Arcoano Buzzacarini, l'assaltarono e l'incendiarono. Il fatto preoccupò notevolmente Antonio della Scala, che l'anno successivo decise di farla demolire per impedire ai Padovani di prenderla e di servirsene a loro volta.
Intorno al 1337 il territorio di Montecchio Precalcino fu sottoposto, sotto l'aspetto amministrativo, al Vicariato civile di Thiene e tale rimase, anche sotto la dominazione viscontea e veneziana, sino alla fine del XVIII secolo.

### Epoca moderna
Dopo questo tormentato periodo successe nel 1404 la Repubblica di Venezia, che assicurò un'epoca di stabilità (se si esclude la parentesi della guerra della Lega di Cambrai). Nei secoli successivi vennero allestite nuove opere di difesa contro le acque dell'Astico (il cosiddetto "murazzo" cinquecentesco), mentre l'agricoltura divenne monopolio della nobiltà, che eresse nella zona numerose ville.

### Epoca contemporanea
Dopo la caduta della Serenissima, Montecchio seguì le sorti del Veneto, passando attraverso i Francesi e gli Austriaci, per approdare infine al Regno d'Italia. Sul finire dell'Ottocento e nel secondo dopoguerra il paese, a causa dell'economia depressa, fu soggetto a una massiccia emigrazione verso il Nord Europa, l'America e l'Australia.

## Monumenti e luoghi d'interesse

### Architetture religiose
Chiesa parrocchiale dei Santi Vito, Modesto e Crescenzia, nel capoluogo
L'edificio fu costruito nel 1729 sulle fondamenta di un precedente cinquecentesco che, a sua volta, aveva sostituito uno medioevale.
Sulla facciata sono poste sei ottime sculture di Giuseppe Sordina (1731); all'interno luminoso e armonico vi sono cinque altari marmorei sei-settecenteschi, un notevole ciclo di tele e di affreschi di Costantino Pasqualotto (1732 - 1742), una pala di Alessandro Maganza (1606) e tre sculture attribuite a Girolamo Pittoni da Lumignano (1535 ca.), tutti artisti di pregio.
Chiesa parrocchiale del SS. Redentore, a Levà
Edificata su progetto dell'ingegnere Ferruccio Cattaneo nel 1901 in stile neogotico ogivale a croce latina, venne completata nella decorazione pittorica e scultorea negli anni 1913-14. Notevoli due altari marmorei del secondo Seicento e una campana del 1691, opera dei fonditori De Maria.
Chiesa di San Rocco, a Preara
Posta su di uno sperone basaltico della collina, di forme semplicissime, fu costruita dalla Comunità rurale nel 1487 come voto mentre imperversava la peste, o meglio passata la peste, per alcuni voti fatti. Il settecentesco altare accoglie una pregevole scultura lignea policroma coeva raffigurante il Santo taumaturgo, mentre su una mensola laterale si trova esposta una Madonna col bambino, anch'essa in legno policromo, ascrivibile a un maturo Cinquecento.
Chiesa di S. Pietro in Castelvecchio
Documentata a partire dal XIII secolo, sorge al centro di un piccolo promontorio, che si stacca a occidente della collina circondato su tre lati da ripidissimi fianchi, sull'area del castello vescovile distrutto nel 1313.
Interessanti sono l'abside poligonale di tipo ravennate e il ciclo di affreschi che ne decora le pareti interne (l'Annunciazione e l'Eterno Padre sulla parete dell'arco trionfale e un fregio con i dodici Apostoli che si sviluppa sotto la linea delle travature) attribuiti a un pittore vicentino dei primi decenni del XVI secolo (Francesco Verla o bottega dei Fogolino); l'abside (San Giovanni Battista e San Francesco d'Assisi) della seconda metà del Cinquecento.
Cappella della Madonna del Torniero
Piccolo santuario mariano locale, eretto agli inizi del Seicento e caratterizzato da una vistosa serliana. Venne costruito per ospitare una venerata immagine policroma della Vergine col Bambino scolpita in pietra tenera locale nei modi tipici dell'arte popolare quattro-cinquecentesca.

### Architetture civili
Villa Forni Cerato
Ubicata in via Venezia, fu costruita intorno al 1560 su progetto di Andrea Palladio, su commissione di Girolamo Forni, un commerciante di legnami e pittore dilettante del paese.
Spogliato quasi completamente della ricca decorazione scultorea, in parte opera documentata di Alessandro Vittoria, versa da tempo in stato di abbandono.
Villa Nievo Borghin
Ubicata in via Venezia, la sua costruzione risale alla prima metà del XVII secolo, su commissione di un membro di un ramo della famiglia Nievo. Già attribuita a Giandomenico Scamozzi, in realtà l'architetto è ignoto.
La villa è stata restaurata nei primi anni settanta del Novecento ed è in buono stato di conservazione. Il parco romantico ha subito una netta trasformazione con l'interramento della peschiera e l'installazione di impianti sportivi comprendenti piscina e campi da tennis.
Villa da Schio Cita
Ubicata in via San Rocco, risale alla seconda metà del XVII secolo, la barchessa un secolo più tardi, il rustico al 1753, la cappella al 1762. È costituita da vari edifici sei-settecenteschi, in parte eretti su preesistenze gotiche, ruotanti attorno a un vasto cortile lastricato che si apre a oriente in un belvedere da cui si gode un panorama amplissimo. Il committente della villa fu un membro della famiglia Da Schio, degli altri edifici uno Stecchini; l'architetto è sconosciuto.
Fu donata al Comune di Montecchio Precalcino nel 1978 dalla signora Marianna Cita Cabianca. Posta in splendida posizione sul lato orientale della collina ospita varie associazioni ed è sede di numerose manifestazioni ricreative e culturali.
Villa Nievo Bonin Longare
Ubicata in via Europa Unita. Su commissione di Maria Nievo, l'edificio fu totalmente ristrutturato in stile neogotico nel 1880 dall'architetto milanese Michele Cairati che rimaneggiò la preesistente struttura seicentesca, con l'eccezione del monumentale ingresso e dell'adiacente porticato eretti su disegno di Giacomo Verda intorno al 1824.
La cappella gentilizia di San Michele Arcangelo presenta l'interno del 1685 con sfarzoso altare marmoreo barocco, pala di Cristoforo Menarola e facciata neoclassica, forse di Ottone Calderari o da lui desunta dal Verda.
La villa si presenta in discrete condizioni di conservazione, tranne per gli affreschi assai deteriorati. L'ala neoclassica ha subito pesanti trasformazioni tanto da renderla irriconoscibile. La cappella gentilizia è molto ben tenuta.
Il parco adiacente, uno dei più vasti del vicentino, è stato oggetto di impegnativi lavori negli ultimi anni ed è ora godibile nella sua originaria bellezza.
Attualmente la villa è sede dell'U.L.S.S. n. 4 Alto Vicentino.
Villa Da Schio Caretta
Situata in via San Francesco, è stata a lungo ritenuta un progetto di Andrea Palladio; è in realtà la ristrutturazione di un preesistente edificio, opera di Pietro da Nanto che vi lavorò a partire dal 1552.
Villa Monza Zanin Traforetti in via Bastia
Villa Cogollo Valerio Peron in via San Pietro
Villa Franzan Carta, in via Vignole
Rimasta incompiuta, presenta caratteri stilistici propri della prima metà del Seicento sia nel breve settore padronale lungo la strada sia nell'adiacente barchessa, il cui prospetto è scandito da sette archi insistenti su pilastri caratterizzati da vistose bugne in laterizio. La vicina sconsacrata cappella gentilizia di San Michele Arcangelo risale al 1677.
Villa Zanfardin Martini in via Decima
Villa Tornieri Crosara, in via Tornieri (strada chiusa), ora (2023) ridotta a un cumulo di macerie
Villa Brandizii Saccardo in via Feo
Villa Trissino nei pressi di Villa Nievo Bonin Longare, attraverso la quale vi si accede
Colombara Stecchini Vendramin in via Salgaroni
Villa Busolini Saccardo in via Preara
Villa Todeschini in via Maglio

### Altri luoghi d'interesse
La Bastia
Sorge sulle fondamenta del castello scaligero, distrutto dai padovani nel 1386, insieme con vari edifici in epoche diverse tra cui una villa dalla facciata neoclassica, scandita da cinque intercolumni dorici,  della fine del Cinquecento o degli inizi del Seicento.
Murazzo
Il "Murazzo romano" è una poderosa opera di sbarramento (2,5 - 3 metri di larghezza per altrettanti di profondità) ancora in parte affiorante dal terreno, che univa la collina di Montecchio Precalcino con i terrazzi alluvionali prossimi a villa Capra di Sarcedo, per regolamentare le acque dell'Astico. Da alcuni studiosi è ritenuto di epoca romana, da altri medioevale.
Il "Murazzo veneziano" venne invece eretto tra il 1507 e il 1532 più a sud nei pressi della Scuola Materna, di recente restaurato.
Monumento ai Caduti
di Ugo Pozza (1926) nella piazzetta antistante la chiesa parrocchiale del capoluogo
Fontana in piazza del Municipio
Progettata da Pompeo Pianezzola e costruita nel 1992.
Cimitero di Guerra Britannico (British War Cemetery)
Posto a est della collina, poco distante dalla chiesa parrocchiale, accoglie le salme di 439 soldati inglesi deceduti durante la prima guerra mondiale. Il 1º aprile 2017 il cimitero è stato visitato dal principe Carlo, ed il cimitero è molto ben curato, con lapidi che riportano i corpi di appartenenza ai poveri sacrificati alle patrie.

## Società

### Evoluzione demografica
Abitanti censiti

## Cultura

### Istruzione

#### Biblioteche
Nel capoluogo vi è la Biblioteca civica, che fa parte della rete di biblioteche vicentine "Biblioinrete", insieme con la maggior parte della biblioteche appartenenti alla Rete Bibliotecaria Vicentina.

#### Scuole
A Montecchio Precalcino, capoluogo e frazioni, vi sono tre scuole dell'infanzia (private paritarie), una scuola primaria e una scuola secondaria di primo grado.

#### Università
Il corso di Laurea triennale in Infermieristica, afferente all'Università degli Studi di Padova, è stato attivato presso la sede dell'Ulss 4 Alto Vicentino, situata in Villa Nievo Bonin Longare a Montecchio Precalcino.

### Cucina
Fra le tradizioni enogastronomiche, prima fra tutte il piatto tipico della “Quaja con poènta onta” (Quaglia con polenta fritta) allo spiedo, accompagnato dal vino prodotto in paese (Montecchio Precalcino rientra nell’area della zona dei vini D.O.C. di Breganze).

### Eventi
La Sagra dei Santi Patroni di Montecchio Precalcino si svolge a metà di giugno.
Nella frazione di Levà a settembre si tiene la tradizionale "Sagra dello spiedo" e a fine ottobre quella dello "Speo dei morti", gestite dalla "Confraternita della Quaglia di Levà".

## Geografia antropica

### Frazioni
Frazioni sono Levà e Preara.
Altre località sono Centro Accoglienza Alto Vicentino, Capodisotto, Zona Artigianale Astichello, Roma-corvo, Marocchino, Igna-panozzo, Lovara, Prà Castello, Forni, Bastia, Bassana, Cave E.g.i., Cave Carta.

## Amministrazione

### Lista dei primi cittadini
| Periodo           | Periodo           | Primo cittadino           | Partito | Carica                  | Note   |
| ----------------- | ----------------- | ------------------------- | ------- | ----------------------- | ------ |
| 1868              | 1899              | Giannettore Bollina       |         | Sindaco                 | [ 22 ] |
| 1900              | 1902              | Vittorio Saccardo         |         | Sindaco                 | [ 22 ] |
| 1902              | 1910              | Domenico Todeschini       |         | Sindaco                 | [ 22 ] |
| luglio 1910       | maggio 1914       | Antonio Caretta           |         | Sindaco                 | [ 22 ] |
| maggio 1914       | luglio 1914       | Giuseppe Beniamino Zocche |         | Sindaco                 | [ 22 ] |
| 12 agosto 1914    | 19 agosto 1914    | Cesare Tretti             |         | Sindaco                 | [ 22 ] |
| 19 agosto 1914    | 2 settembre 1914  | Alessandro Cita           |         | Sindaco                 | [ 22 ] |
| 2 settembre 1914  | 18 ottobre 1920   | Gaetano Maccà             |         | Sindaco                 | [ 22 ] |
| ottobre 1920      | 8 novembre 1920   | Cesare Tretti             |         | Sindaco                 | [ 22 ] |
| 23 novembre 1920  | 25 ottobre 1925   | Benvenuto Cortese         |         | Sindaco                 | [ 22 ] |
| 20 aprile 1926    | 26 maggio 1926    | Ercole Poletti            |         | Commissario prefettizio | [ 22 ] |
| 26 maggio 1926    | 23 settembre 1930 | Ercole Poletti            |         | Podestà                 | [ 22 ] |
| 22 ottobre 1930   | 15 ottobre 1931   | Davide Rigoni             |         | Commissario prefettizio | [ 22 ] |
| 15 ottobre 1931   | 3 giugno 1933     | Davide Rigoni             |         | Podestà                 | [ 22 ] |
| 10 luglio 1933    | 15 settembre 1934 | Francesco Balasso         |         | Commissario prefettizio | [ 22 ] |
| 15 settembre 1934 | 14 agosto 1935    | Arturo Novello            |         | Podestà                 | [ 22 ] |
| 14 agosto 1935    | 12 giugno 1936    | Giuseppe Vaccari          |         | Commissario prefettizio | [ 22 ] |
| 12 giugno 1936    | 6 dicembre 1938   | Giuseppe Vaccari          |         | Podestà                 | [ 22 ] |
| 17 dicembre 1938  |                   | Mario Boschetti           |         | Commissario prefettizio | [ 22 ] |
| 6 luglio 1939     | 6 luglio 1940     | Cesare Tretti             |         | Podestà                 | [ 22 ] |
| 6 luglio 1940     |                   | Biagio Buzzacchera        |         | Commissario prefettizio | [ 22 ] |
| 27 agosto 1940    |                   | Giovanni Nicosia          |         | Commissario prefettizio | [ 22 ] |
| 14 dicembre 1940  |                   | Cesare Tretti             |         | Podestà                 | [ 22 ] |
| 19 aprile 1941    |                   | Giuseppe Todeschini       |         | Commissario prefettizio | [ 22 ] |
| 20 gennaio 1941   | 26 giugno 1942    | Biagio Buzzacchera        |         | Commissario prefettizio | [ 22 ] |
| 26 giugno 1942    | 26 giugno 1943    | Biagio Buzzacchera        |         | Sindaco                 | [ 22 ] |
| 7 agosto 1943     | 29 luglio 1944    | Giuseppe Vaccari          |         | Commissario prefettizio | [ 22 ] |
| 4 agosto 1944     |                   | Francesco Balasso         |         | Commissario prefettizio | [ 22 ] |
| 27 giugno 1945    |                   | Francesco Balasso         |         | Sindaco                 | [ 22 ] |

### Sindaci dal 1946
|                                                      | Carlo Saccardo     | Democrazia Cristiana | 1946-1960      | 1946   |
| 1951                                                 | Carlo Saccardo     | Democrazia Cristiana | 1946-1960      |        |
| 1956                                                 | Carlo Saccardo     | Democrazia Cristiana | 1946-1960      |        |
|                                                      | Sante Gastaldi     | Democrazia Cristiana | 1960-1962      | 1960   |
|                                                      | Guido Martini      | Democrazia Cristiana | 1962-1972      | (1960) |
| 1964                                                 | Guido Martini      | Democrazia Cristiana | 1962-1972      |        |
| 1970                                                 | Guido Martini      | Democrazia Cristiana | 1962-1972      |        |
|                                                      | Ezio Dall’Osto     | Democrazia Cristiana | 1972-1980      | (1970) |
| 1975                                                 | Ezio Dall’Osto     | Democrazia Cristiana | 1972-1980      |        |
|                                                      | Luigino Campagnolo | Democrazia Cristiana | 1980-1995      | 1980   |
| 1985                                                 | Luigino Campagnolo | Democrazia Cristiana | 1980-1995      |        |
| 1990                                                 | Luigino Campagnolo | Democrazia Cristiana | 1980-1995      |        |
| Sindaci eletti direttamente dai cittadini (dal 1995) |                    |                      |                |        |
|                                                      | Egidio Fortuna     | Centro-destra        | 1995-2004      | 1995   |
| 1999                                                 | Egidio Fortuna     | Centro-destra        | 1995-2004      |        |
|                                                      | Imerio Borriero    | Centro-destra        | 2004-2014      | 2004   |
| 2009                                                 | Imerio Borriero    | Centro-destra        | 2004-2014      |        |
|                                                      | Fabrizio Parisotto | Centro-destra        | 2014-in carica | 2014   |
| 2019                                                 | Fabrizio Parisotto | Centro-destra        | 2014-in carica |        |